# 성모 마리아 대성당 (안트베르펜)
성모 마리아 대성당(네덜란드어: Onze-Lieve-Vrouwekathedraal, 영어: Cathedral of Our Lady)은 벨기에 안트베르펜에 있는 로마 가톨릭 성당이다. 1352년에 건축가 얀 아펠만스가 짓기 시작하여 그의 아들 피터르 아펠만스가 뒤를 이어 지었으며 1521년에 완공되었다. 높이는 123 m로 벨기에에서 가장 큰 고딕 양식의 교회이다. 바로크 화가 페테르 파울 루벤스의 여러 주요 작품들을 비롯하여 화가 오토 판 페인(Otto van Veen), 야코프 더 바커르(Jacob de Backer), 마르턴 더 포스(Marten de Vos) 등의 작품이 있다.
대성당의 종탑은 1999년 유네스코 세계문화유산 벨기에와 프랑스의 종탑 목록에 등록되었다.

## 주요 소장품

안트베르펜 대성당에 있는 세 개의 스테인드글라스 창문.(왼쪽부터 각각 1878년, 1873년, 1885년에 제작되었다.)

- 《십자가를 세움》(The Elevation of the Cross, 1610~1611) – 페테르 파울 루벤스
- 《십자가에서 내려지는 그리스도》(The Descent from the Cross, 1612~1614) – 페테르 파울 루벤스